# Erik Jonsson (konstnär)
Erik Ragnar Jonsson, född 8 april 1909 i Botkyrka, död 12 juni 1996 i Bromma, var en svensk målare och tecknare.
Han var son till pianobyggaren Anders Jonsson och Elsa Mellbin samt från 1935 gift med Ingrid C. Levin. Efter avslutad skolgång anställdes han vid Stockholm stad och på sin fritid bedrev han självstudier i teckning och målning som ledde till att han kunde arbeta som illustrationstecknare vid sidan av sitt ordinarie arbete. Han drabbades av en svår sjukdom som tvingade honom till ett par års sängvistelse och under den tiden utökade han sin kunskap i måleri. Han debuterade med en lovordad utställning i Kiruna 1950 som följdes upp med en utställning i Sandviken. Han blev heltidskonstnär 1951 och ställde ut separat på De ungas salong i Stockholm 1952. För Skandinaviska bankens kontor i Stockholm utförde han en större freskomålning. Hans konst består av landskap, figurer och porträtt.